# Johannes Samuel Büttner

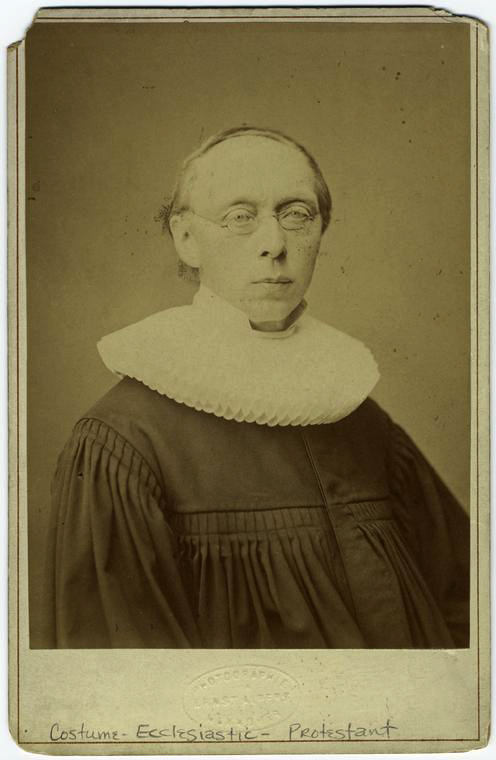
Brustbild des jungen Büttners;
Carte de Visite mit Blindstempel des Fotografen Ernst Alpers, circa 1870er Jahre; im Besitz der New York Public Library

Johannes Samuel Büttner, auch Johann Samuel Büttner (* 28. April 1831 in Harsefeld bei Stade; † 23. Juli 1905 in Hannover) war ein deutscher lutherischer Geistlicher.

## Familie
Sein Vater, der Pastor Laurentius August Wilhelm Büttner (* 12. Oktober 1794 in Sottrum, Kreis Rotenburg; † 17. April 1870 in Daverden) hatte ab 1814 in Göttingen Theologie studiert, war aktiv im Corps Bremensia und 1820/21 Pfarrgehilfe in Sottrum. Ein Großvater war der Sottrumer Pastor Johannes Samuel Büttner (1750–1820).
Büttner heiratete Adelheid Hohorst am 8. Juni 1865 in Bremen-Vegesack. Sie hatten acht Kinder, darunter den Philologen Ernst August Büttner.

## Leben
Johann Samuel Büttner verbrachte seine Kindheit in Daverden (jetzt Ortsteil von Langwedel) und besuchte ab 1847 das Domgymnasium Verden. Als Junge beeindruckte ihn Ludwig Harms auf Missionsfesten in Hermannsburg (Hermannsburger Erweckungsbewegung; auch mit Pastor Karl Konrad Münkel (1809–1888)). Ab 1850 studierte er Evangelische Theologie in Erlangen und ab 1852 in Göttingen bei Friedrich Ehrenfeuchter. Während seines Studiums wurde er im Wintersemester 1850/51 Mitglied der christlichen Studentenverbindung Uttenruthia. In Erlangen bekam er durch die Kreise um Wilhelm Löhe Kontakt zur Inneren und Äußeren Mission.
Er wurde zunächst, als Kandidat der Theologie, Hauslehrer bei Freifrau von dem Knesebeck und zugleich Lehrer an einer Töchterschule in Hildesheim. 1857–1866 war er Pfarrgehilfe seines Vaters in Daverden, bis er 1866 Pfarrer in Horneburg bei Stade wurde.

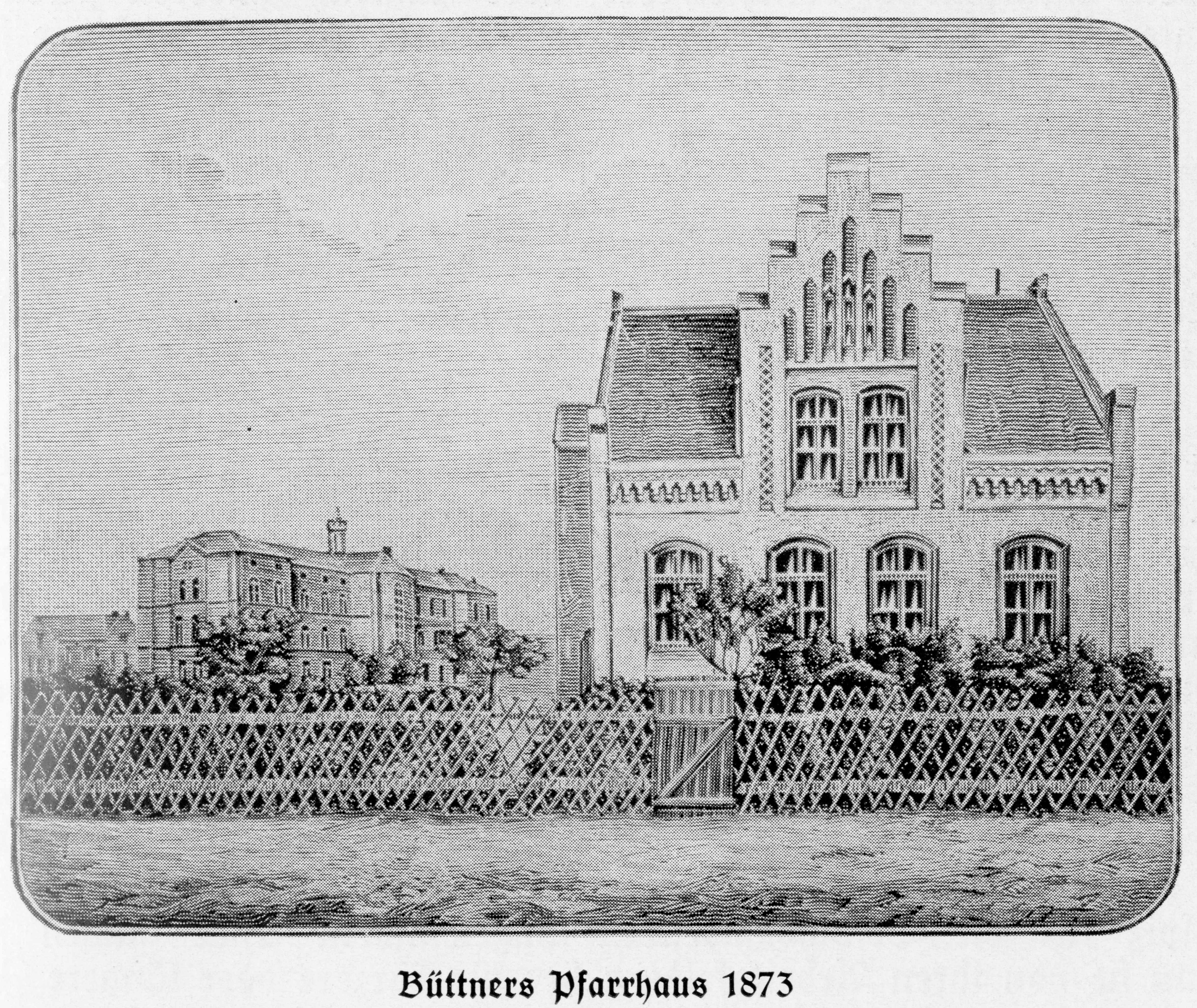
Holzstich des ab 1873 von Büttner bewohnten Pfarrhauses, Sallstraße 19; im Hintergrund das Henriettenstift am Misburger Damm

Gerhard Uhlhorn wurde auf ihn aufmerksam und holte ihn im Jahr 1869 als Pastor ans Henriettenstift nach Hannover. Das Krankenhaus der von Königin Marie gegründeten „Diaconissen-Anstalt“ Henriettenstiftung (in der heutigen Marienstraße) wurde 1869 von 36 Schwestern betreut. Nach Anfangsschwierigkeiten in den Gründungsjahren wuchs das Ansehen der Diakonissen in der hannoverschen Bevölkerung kontinuierlich. Vor allem ihre Lazarett-Tätigkeit 1866 in Langensalza (Deutscher Krieg) fand hohe Anerkennung. Büttner wurde Uhlhorns Nachfolger als Seelsorger unter Leitung der Oberin Anna Forcke. In enger Zusammenarbeit mit Anna Forcke, die 1863 als Probeschwester aufgenommen und 1866 als Oberin eingeführt war, steigerte er die Zahl der Diakonissen bis 1905 auf 472.
Mit seinem Dienstantritt wurde allerdings auch die bisher allein auf die Oberin ausgerichtete Leitungsstruktur geändert. Büttner nahm, wie in der Kaiserswerther Diakonie, die Rolle des Hausvaters ein, Oberin Anna Forcke die der Hausmutter.
Er beschäftigte sich auch mit Heidenmission, lutherischen Diasporapflege und war Vorsteher des hannoverschen Lutherischen Gotteskastens (gegründet 1853). 1881 lehnte er einen Ruf nach Leipzig auf die erste Pfarrstelle der Nikolaikirche ab. 1883 verlieh ihm die Universität Rostock die theologische Ehrendoktorwürde.

## Auszeichnungen
- Preußischer Kronenorden, 4. Klasse mit der Krone
- Kriegsgedenkmünze für 1870/71 aus Stahl am Nichtkombattantenband

## Veröffentlichungen
- Sechs Tage bei Ludwig Harms (Herbst 1852); In: Hannoversches Sonntagsblatt, 1899, 204–206, 211–219
- Die Seelsorge in kirchlichen Anstalten
- Die Barmherzigkeit, dienstbar oder frei?; 1884
- Das Henriettenstift und seine Arbeitsgebiete: Jubelbüchlein zu dessen fünfundzwanzigstem Jahresfeste den Gliedern und Freunden desselben dargeboten; 1885
- Suchet in der Schrift: tägliche Andachten für das ganze Kirchenjahr: aus den Texten des in der luth. Landeskirche Hannovers gebräuchlichen Lektionars; 1887
- Lasset uns halten am Bekenntnis: Predigt, in der Kirche des Henriettenstiftes zu Hannover am Reformationsfeste, 30. Oktober 1892
- Gottes Befehl im Diakonissenberufe; 1895
- Mit Christo verborgen in Gott; 1906
- Zum Andenken an Diakonisse Anna Forcke, Oberin St. Henriettenstifts zu Hannover; Riemschneider, 1904